# 緩啟動

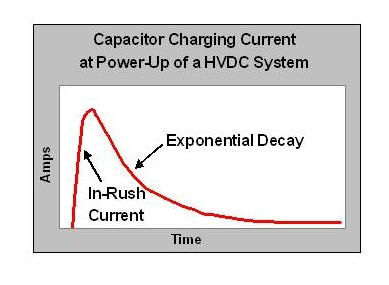
高壓直流電容器在送電後產生的湧浪電流，會降低電容器的壽命。

電源的緩啟動也稱為預充電（Pre-charge），常用在直流電入電的設備中，或是輸入交流電，經整流後再配合電解電容器濾波的設備。是在電源投入後，設備先維持在可以限制湧浪電流的模式，在充電完成之後，再切換到一般的動作模式。
針對有大容量電容器的高電壓電氣設備，若電容器電壓很低，在電源投入瞬間會產生大電流。此電流會對系統元件產生很大的電應力，甚至會使零件受損。在一些應用中，很少會需要啟動此一機制（例如商業用電的配電）。不過在車輛的應用中，每一次發動車輛都會用到緩啟動的機制，可能一天會用到數次。緩啟動機制的目的是延長電子元件的壽命，提昇高電壓系統的可靠度。

## 背景：進入電容器中的湧浪電流
电容器在送電瞬間會產生的湧浪電流是在送電時產生電應力的主要因素之一。若將直流電源連接到電容性負載時，電壓輸入的步階變化會讓輸入電容器充電，電容器剛開始充電時會有湧浪電流，而之後電流會以指數衰減，最後會回到穩態。若湧浪電流的最大值超過電氣元件的最大額定，就可能產生元件的電應力。
流進電容器的電流為{\displaystyle I=C(dV/dT)}：湧浪電流峰值和電容量C，以及電壓變化率(dV/dT)有關。湧浪電流會隨著電容變大而上昇，也會隨著電壓值變大而上昇。若沒有額外對策，電容性負載在送電時會出現大的湧浪電流，因此需要瞭解此一特性，並且設法降低。
緩啟動的目的是限制電容負載在電源投人時會產生的湧浪電流。依照系統不同，此程序可能會花到數秒的時間。一般而言，高壓系統若送電時的緩啟動時間較長，對系統比較好。
| 11,000 μF 電容器 | 15 A的負載，在送電時會出現的湧浪電流峰值 | 15 A的負載，在送電時會出現的湧浪電流峰值 | 15 A的負載，在送電時會出現的湧浪電流峰值 | 15 A的負載，在送電時會出現的湧浪電流峰值 |
| ---------------- | ---------------------------------------- | ---------------------------------------- | ---------------------------------------- | ---------------------------------------- |
| 11,000 μF 電容器 | 1 ms                                     | 10 ms                                    | 100 ms                                   | 1 s                                      |
| v = 28 V         | 310 A                                    | 31 A                                     | 3.1 A                                    | 0.31 A                                   |
| v = 610 V        | 6710 A                                   | 671A                                     | 67A                                      | 7A                                       |

| ___ = 讓斷路器跳脫的風險很高     |
| ___ = 需謹慎選擇斷路器的電流額定 |
| ___ = 良好                       |

考慮一個例子，將高壓的電壓源接到電子設備中，其中有內部的電源供應器，輸入端有11000 μF電容。若用28 V供電，電壓的變化時間是10ms，其湧浪電流峰值為31A，若是用610 V供電，則其湧浪電流峰值會到 670 A。因此在高壓電源接到電容負載時，需要設法限制其湧浪電流，以免造成其他電子元件的電應力。

## 緩啟動功能的定義

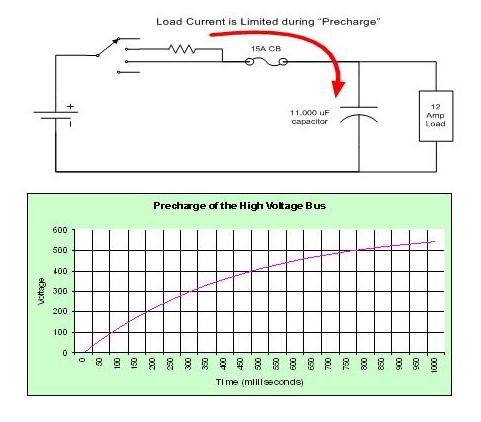
緩啟動使進入電容器的電壓不會突然增加,減小湧浪電流，降低電應力，延長其壽命

緩啟動電路的機能需求是產生一個「緩啟動」的狀態，將輸入電源的dV/dT減小，以降低峰值電流。在「緩啟動」的狀態下，分散式系統中的電感性負載需要先切斷。在緩啟動時，系統電壓會以可控的方式緩慢上昇，使啟動電流不會超過最大允許電流。當電路中的電壓接近穩態電壓時，就可以結束緩啟動狀態。緩啟動電路的正常動作，會在電路電壓到達工作電壓的90%或95%時結束緩啟動模式。
許多消費型電子產品中使用的是最簡單的湧浪電流限制電路，是直接串接負溫度係數的热敏电阻。在低溫時，热敏电阻的阻值較高，因此流過的電流較小，在溫度較高時，热敏电阻的阻值較低，因此可以允許較大的電流流過。
另一種緩啟動電路是在串接阻值較大的電阻，此電阻（稱為限流電阻、啟動電阻或是充電電阻）上並聯一個繼電器的接點。緩啟動時，繼電器的接點不導通，由電阻限制流過的電流，也間接的會使電壓變化率減緩。當緩啟動完成時，繼電器的接點導通，產生低阻抗的路徑，因此電流主要會經由繼電器流到電路中，系統也會回到正常運作的模式，允許較大的功率輸出。
許多主動功因修正系統中也會包括緩啟動電路，也有可能是將輸入的整流器由二極體電橋改為用其他功率晶體組成的電路。
若用圖中的電路來作緩啟動電路，讓dV/dT小於600V/s，則湧浪電流可以減到7A。這對高壓直流配電系統的影響較小。

## 緩啟動的優點
緩啟動的主要優點是在送電時減少電子元件所受到的應力，延長元件壽命，提昇系統的可靠度。
緩啟動還有其他的優點，若系統完整性因為硬體損壞或是失效而變差，緩啟動可以減少電氣的危害。若設備有短路、對地故障、或是電流可能會流到未受保護的人員或是設備，直接送電可能會造成一些不希望出現的結果。若在高電壓送電時，用緩啟動來減緩電壓上昇的速度，會使接點產生的電弧閃光減小。緩啟動也可以減緩電壓送到故障設備的速率，讓系統的診斷機能可以及時發現。因此診斷機能可以在造成進一步損害前，及時關斷相關電力。
有些情形下，未受限制的湧浪電流可能會大到使電源斷路器跳脫的程度，緩啟動可以避免這種送電造成的斷路器跳脫。
緩啟動常用在純電動車的應用中，驅動電動機的電流是由變頻器所提供，變頻器在輸入側會有較大的電容。這類系統一般會有接觸器（大電流的继电器），在待機狀態關閉變頻器，或是在變頻器失效的狀態關閉變頻器。若沒有緩啟動機制，在送電瞬間，接觸器導通的湧浪電流可能會產生电弧，讓接觸器的接點熔化，無法關閉。若是配合緩啟動機制，在電壓到電池電壓90%至95%時才讓接觸器導通，即可避免此一問題。

## 在高壓電力系統中的應用
- 高壓直流輸電
- 純電動車
- 混合動力車輛
- 未来战斗系统
- 摩托化自行車
- 电动自行车